# Via Collatina

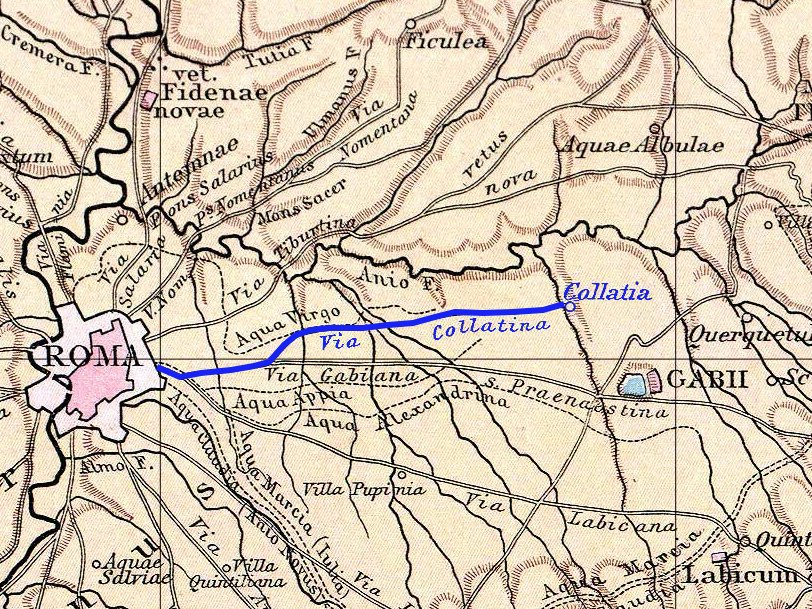
Via Collatina, från Rom till Collatia

Via Collatina var en romersk väg som ledde i ostlig riktning från Rom till staden Collatia. Den ingick i det av romarna anlagda utmärkta vägnätet.